# Estrella intergaláctica

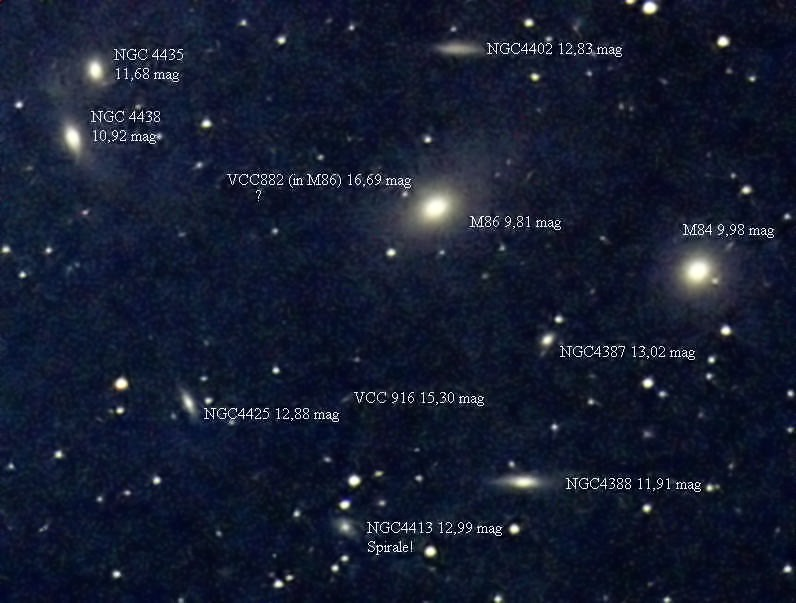
El Cúmulo de galaxias de Virgo, donde las estrellas intergalácticas fueron descubiertas por primera vez.

Una estrella intergaláctica es una estrella que no pertenece a ninguna galaxia. Esas estrellas fueron fuente de gran discusión en la comunidad científica durante el final de los años 90, y la creencia general es de que son el resultado de la colisión de galaxias.

## Descubrimiento
Hasta hace poco, se pensaba que las estrellas sólo existen dentro de las galaxias. Sin embargo, ese paradigma cambió en 1997, cuando las estrellas intergalácticas fueron descubiertas por primera vez en el Cúmulo de Virgo de galaxias, en el cual se estima existen un billón (1012) de ellas.

## Formación
A pesar de que el proceso de formación de esas estrellas constituye un misterio, la teoría más aceptada es la de que esas estrellas son creadas por la colisión de dos o más galaxias, que acaban por lanzar algunas de sus estrellas al espacio intergaláctico.

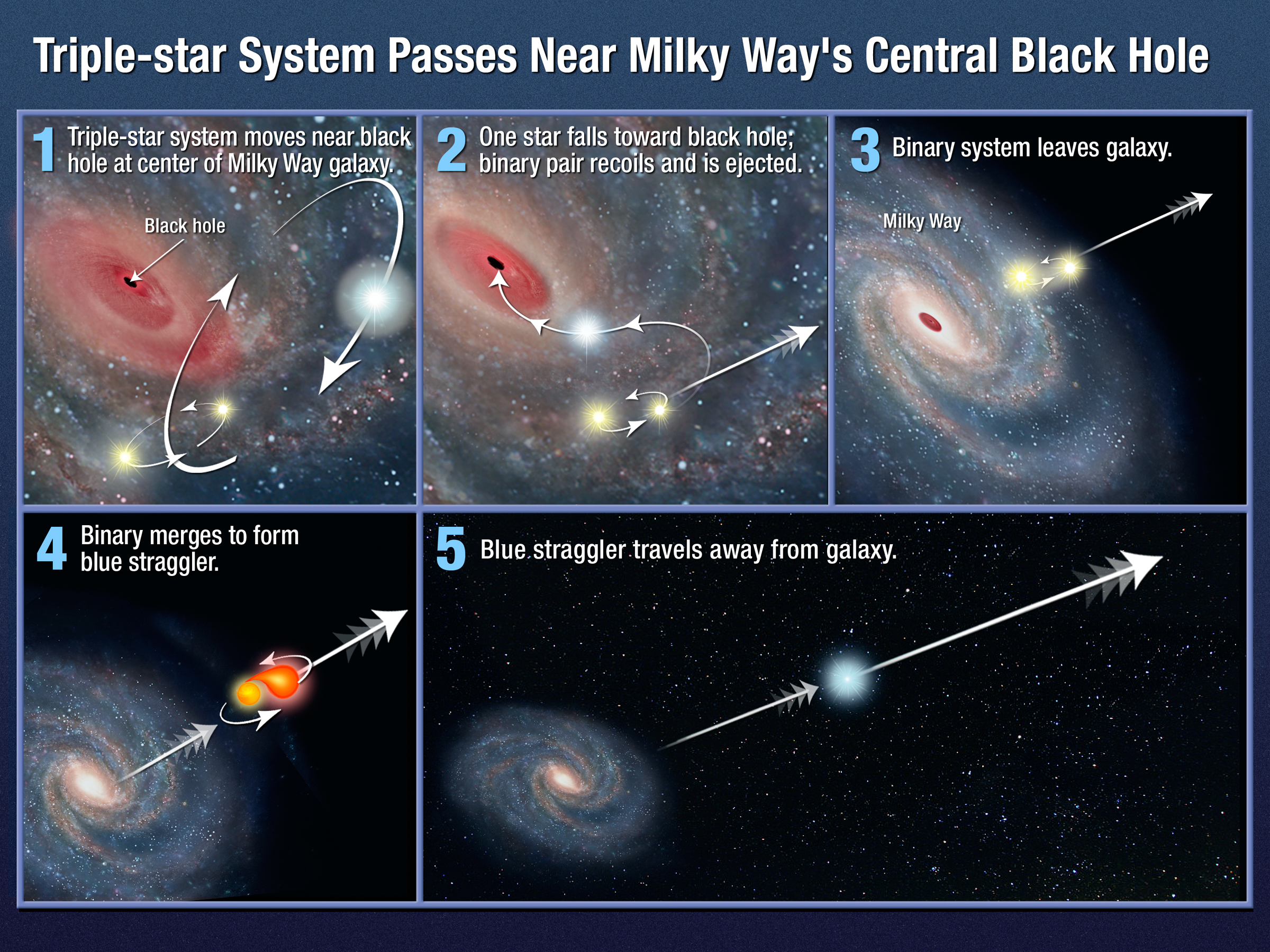
Mecanismos propuestos para la eyección de las estrellas intergalácticas.

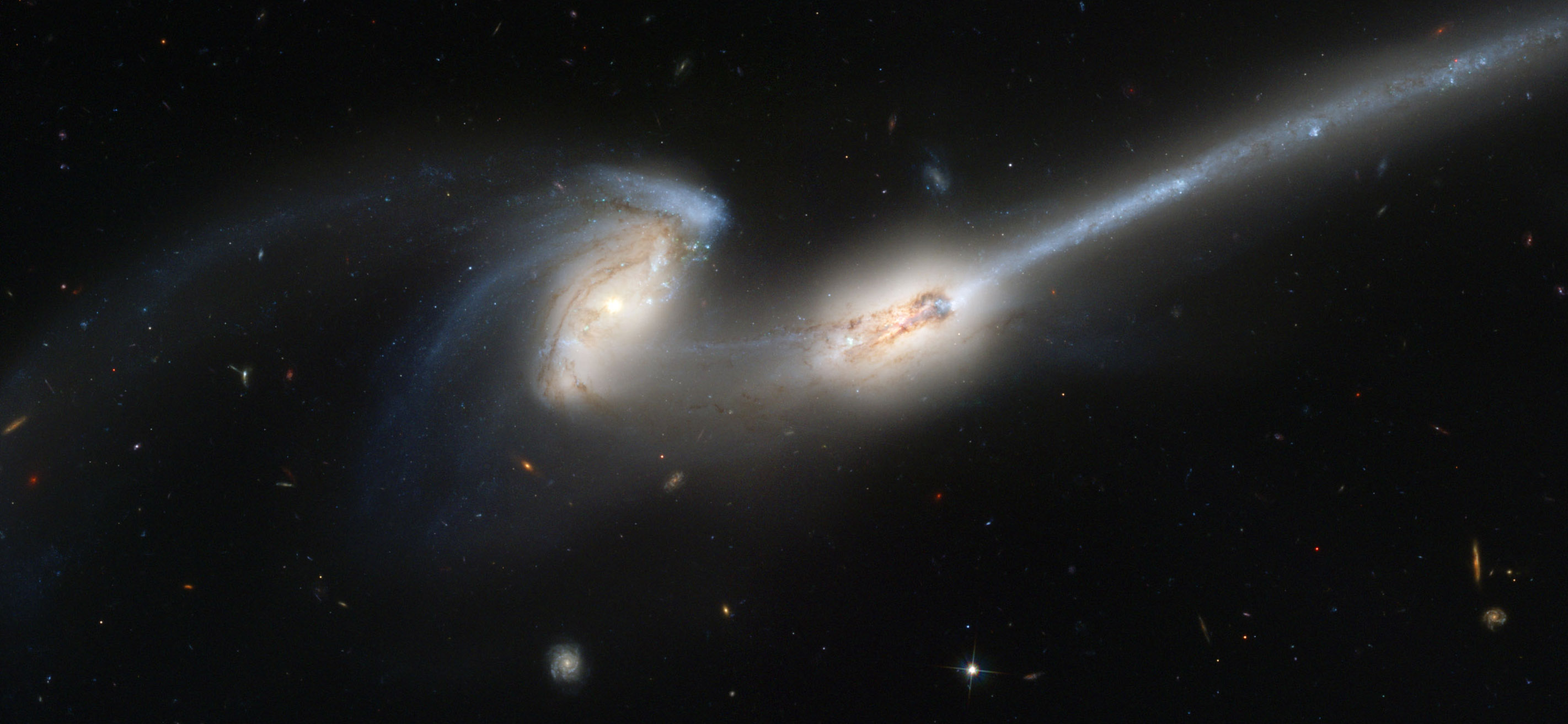
NGC 4676, dos galaxias en colisión. Se piensa que las colisiones entre dos galaxias dan lugar a las estrellas intergalácticas.

## Historial de las observaciones
En 1997 el telescopio espacial Hubble descubrió un gran número de estrellas intergalácticas en el cúmulo de Virgo, a finales de los años 90 los científicos descubrieron otro grupo de estrellas intergalácticas en el cúmulo de galaxias de Fornax.

## Masa
A pesar de no ser posible precisar la masa total de esas estrellas, se estima que forman al menos el 10 por ciento de las estrellas del Cúmulo de Virgo. Esto quiere decir que la masa conjunta de dichas estrellas probablemente es mayor que la de cualquier otra galaxia de las entre dos mil quinientas que componen dicho cúmulo.

## Localización
Las primeras estrellas intergalácticas fueron descubiertas en el Cúmulo de Virgo. Esas estrellas forman un grupo masivo a aproximadamente 300.000 años luz de la galaxia más próxima a ellas.